# Кормер, Виталий Абрамович
Вита́лий Абра́мович Ко́рмер (род. 2 декабря 1930) — советский учёный, доктор химических наук, профессор, заслуженный деятель науки и техники России, лауреат премии имени академика С. В. Лебедева АН СССР, лауреат Премии Совета Министров СССР, автор более 600 научных публикаций в отечественных и зарубежных изданиях.

## Биография
Виталий Абрамович родился 2 декабря 1930. Окончил ЛТИ им. Ленсовета.
C 1956 года работал в НИИ синтетического каучука (ВНИИСК), сначала в должности заведующего лабораторией, затем начальника отдела каучуков общего назначения, заместителя директора по научной работе. C апреля 1988 по июль 2003 года директор Института синтетического каучука им. акад С. В. Лебедева (ВНИИСК).
В сотрудничестве с членом-корреспондентом АН СССР А. А. Петровым в 1960 году разработал литий-алленовый синтез алленовых соединений («реакция Петрова-Кормера»), широко используемый в органической химии.

## Патенты
- Способ получения циклотрисилоксанов[3];
- Изопреновый каучук и способ его получения;
- Бутадиеновый каучук и способ его получения;
- Способ получения полиорганосилоксанов;
- Способ получения карбоксилатов редкоземельных элементов;
- Способ получения катализатора полимеризации бутадиена и сополимеризации бутадиена с сопряженными диенами;
- Способ получения катализатора полимеризации бутадиена и сополимеризации бутадиена с сопряженными диенами.